# Naissance en 1082
Naissance
- 1078
- 1079
- 1080
- 1081
- 1082
- 1083
- 1084
- 1085
- 1086

Cette page dresse une liste de personnalités nées au cours de l'année 1082 :
- 2 novembre : Huizong, empereur Song de Chine.
- 11 novembre : Raimond-Bérenger III de Barcelone, comte de Barcelone, de Gérone et d'Osona, de Besalù, de Cerdagne, de Provence.

- Iaropolk II, Iaropolk Vladimirovitch surnommé le Bienfaisant, est un grand-prince du Rus' de Kiev de la dynastie des Riourikides.
- Marie d'Écosse, membre de la maison de Dunkeld par sa naissance et comtesse de Boulogne.
- Minamoto no Yoshikuni, samouraï qui le premier implore l'esprit du sanctuaire Iwashimizu Hachiman-gū.
- Muhammad Ier, Abû Chujâ` Ghiyât ad-Duniyâ wa ad-Dîn Muhammad ben Malik Shâh ou Mohammed Ier, sultan saljûqide.
- Théoton de Coïmbre, fondateur des chanoines réguliers de la Sainte-Croix de Coïmbre, premier saint canonisé du Portugal.

## Crédit d'auteurs
- Cet article est partiellement ou en totalité issu de l'article intitulé « 1082 » (voir la liste des auteurs).